# Mošeja Al-Khulafa
Mošeja Al-Khulafa (arabsko جامع الخلفاء, latinizirano: Jami' Al-Khulafa) je zgodovinska sunitska islamska mošeja v Bagdadu v Iraku. Stoji ob ulici Džumhurija v delu mesta al-Rusafa. Je najstarejša ohranjena mošeja v Bagdadu. Mošejo, skupaj z njenim minaretom, je v 1960-ih v celoti obnovila država v sedanji obliki.
Minaret sega v čas Abasidskega kalifata in stoji že 1200 let ter je bil nekoč najvišja točka v Bagdadu. Zaradi tega se mošeja imenuje ena najpomembnejših islamskih in zgodovinskih znamenitosti v mestu. Vendar je v zadnjih letih mošeji grozil propad zaradi zanemarjanja iraške vlade. Mošeja stoji tudi čez cesto od latinske stolnice sv. Jožefa na območju Šorja.

## Zgodovina

### Abasidska ustanovitev (902-1258)
Mošeja izvira iz obdobja Abasidov in jo je naročil 17. abasidski kalif Al-Muktafi (vladal 902–908) kot Petkovo mošejo za obsežni kompleks palač, ki sta ga postavila on in njegov oče, kalif al-Mu'tadid. Zaradi tega so mošejo pogosto imenovali tudi mošeja al-Kasr (arabsko جامع القصر), kar v arabščini pomeni 'mošeja palače'. Kasneje so mošejo poimenovali kalifova mošeja, kar je dalo današnje ime Jami' al-Khulafa.
Z gradnjo, ki se je začela leta 902, je istega leta al-Muktafi postal kalif in je bila zgrajena na območju Qasr al-Khulafa, ki je vseboval tudi zapor in trezorje, v katerih so bili delavci, ki so delali na Qasr al-Hasaniju. Prvotno naj bi bila mošeja uporabljena za osebno uporabo kalifa, vendar je bila nato odprta za javnost in je ostala odprta zadnja štiri stoletja obstoja Abasidskega kalifata. Abasidski kalifi so prav tako vzeli mošejo in jo uporabljali kot svoj osrednji kraj čaščenja do 13. stoletja. Prebivalci so radi prihajali v mošejo in so ostali do ponoči, da bi razpravljali o različnih zasebnih zadevah. Mošeja je bila druga od treh velikih mošej v Vzhodnem Bagdadu v času Abasidov, drugi dve sta bili mošeja al-Rusafa (ki je vsebovala grobnice abasidskih vladarjev) in seldžuška mošeja sultana.
Najpomembnejši del mošeje je njen 34-metrski abasidski minaret, ki je še vedno ohranjen v svoji izvirni obliki iz tistega obdobja. Minaret je edini del, ki je ostal od prvotne konstrukcije. Postavljen je na jugovzhodnem vogalu sahna in zgrajena iz opeke in malte. Minaret in njegov temelj sta okrašena z muqarnas, okvir minareta pa je vgraviran s kufskimi napisi in islamskimi geometrijskimi vzorci.

### Obdobje po kalifatu (1258-1932)
Zaradi svoje visoke starosti je mošeja ena od zgodovinskih znamenitosti mesta Bagdad. Mošeja Al-Khulafa je bila posebej omenjena tudi v zapisu o potovanju Ibn Batute, ko je leta 1327 obiskal Bagdad. Mošeja je prav tako trpela zaradi številnih vojn do te mere, da je od nje ves čas njenega obstoja ostal samo originalni minaret. Minaret naj bi bil prav tako prenovljen v obdobju Ilkanata.
Okoli leta 1779 in 1780 je Sulejman Veliki, vladar mameluške države v Iraku, obnovil dele mošeje in ustanovil znanstveno medreso, ki je poučevala mentalne vede s številnimi učenjaki, ki so študirali v medresi ves čas njenega obstoja. Med obiskom Jamesa Silka Buckinghama v Bagdadu leta 1816 je bila mošeja al-Khulafa ena od mošej, ki jih je obiskal, in je bila v Suk al-Ghazil, in opazil, kako so bili ostanki mošeje in minareta videti, kot da so bili prizadeti s »sledmi nasilja«. Zaradi lokacije mošeje jo je Buckingham imenoval mošeja Souk al-Ghazil. Na svojih potovanjih je opazil:

Zdi se, da je bilo telo prvotne stavbe uničeno nasilno. Trenutno od njega ni ostankov več kot minaret in majhen del zunanjega obzidja. Prvi od teh je kratek, debel, težek steber, najbolj neokusnih proporcev, zgrajen iz opeke, diagonalno prekrižan in različnih barv, kot v minaretu Velike mošeje v Mousulu.

### Obnova in poznejši dogodki (1960-danes)
Minaret je bil prenovljen leta 1960, ministrstvo pa je izvedlo projekt za obnovo mošeje in za glavni projekt najelo arhitekta Mohameda Makija. Projekt je bil dokončan leta 1964 v sedanji obliki mošeje, Mohamed pa je leta 1981 pripravil predloge za obnovo mošeje. Makija je bil bagdadski arhitekt, ki ga je skrbela arhitekturna dediščina in številni tradicionalni načini gradnje, kar ga je pripeljalo do dela na projektu. Medtem ko je bilo območje sodobnega projekta manjše od tistega, omenjenega v zgodovinskih zapisih, in je bilo dokončano z nižjim proračunom, je Makiji uspelo razviti natančen načrt za mošejo in njeno arhitekturo, ki je bila pridobljena iz različnih obdobij islamskega arhitektura. Makija se je prav tako odločil, da bo še naprej uporabljal tradicionalno iraško opeko kot glavni gradbeni vir za mošejo, ki odraža lokalno identiteto. Obnova mošeje je kasneje vplivala na njegovo delo, saj je načrtoval prihodnje stavbe, ki bodo odsevale tradicionalno kulturo, ne da bi pri tem zanemarile sodobne arhitekturne značilnosti. Projekt je bil Makijino prvo pomembno delo.
Mošejo, ki je priznana kot najstarejša ohranjena bagdadska mošeja, je leta 1970 obiskala britanska etnomuzikologinja Jean Jenkins, ki je med petkovo molitvijo v mošeji posnela triminutno skladbo branja Korana, ki je bila kasneje predvajana na radiu BBC 4 kot konec programa iz tistega obdobja, ki je predvajal sufijsko glasbo iz Kabula, ki jo je prav tako posnela Jenkinsonova. Posnetki so bili namenjeni prikazu primera islamske harmonije.
Sčasoma je bil v zgodnjih 1980-ih pripravljen načrt za razširitev Makijeve mošeje, potem ko je nekdanji iraški predsednik Sadam Husein mošejo razglasil za mojstrovino, ki spominja na iraško abasidsko preteklost. Husein je v tem obdobju zlasti izrazil veliko zanimanje za verske in mošejske modele. Načrt je predvideval rušenje številnih okolij, vendar načrt ni bil nikoli izveden.
Med učenjaki, ki so imeli položaj imama in retorike v mošeji, je bil šejk Džalal al-Din al-Hanafi, ki je bil več desetletij imam mošeje in je pomagal pri vzdrževanju in ohranjanju mošeje, kot je ograja, ki je okrašena z islamsko kaligrafijo. Al-Hanafi je bil tudi drzen v svojem položaju, saj je preprečil namestitev zvočnikov v mošejo in namesto tega raje opravljal molitev na prižnici. Ta odločitev je bila zato, ker zvočniki »motijo nemuslimane, otroke, bolne in starejše, in jih ni potrebno. Ljudje gledajo in poznajo molitvene ure z radia in televizije«. Znano je, da ima Al-Hanafi veliko ljubezen do mošeje al-Khulafa zaradi njene starosti in arhitekture; do danes je mošeja včasih povezana z al-Hanafijem, saj je veliko časa preživel v mošeji. Prav tako je treba omeniti, da je bil al-Hanafi zadnji učenjak, ki je kdaj študiral v mošeji.
Vendar pa danes obstaja zaskrbljenost, da bo propadla zaradi pomanjkanja vzdrževanja, ki naj bi izhajalo iz sektaške segregacije med sunitsko usmerjeno mošejo in šiitsko večino. Zaradi nagnjenosti minareta je mošeja med domačini bolj znana kot al-Ahdab (arabsko الأحدب), kar pomeni 'grbavec'. Kljub pomembnemu zgodovinskemu ozadju je mošeja v preteklih letih prav tako izgubila svojo pomembnost v očeh bagdadske javnosti v korist Suka al-Ghazali.
Tiskovni predstavnik ministrstva za kulturo Ahmed al-Olayawi je zamudo pri obnovi mošeje komentiral z besedami, da obnova mošeje in njenega minareta ni lahka, saj je ta lokacija stara več sto let in velja za zgodovinsko znamenitost Bagdada, zato je pred začetkom potrebna temeljita študija. Britanski odbor strokovnjakov trenutno proučuje mošejo, da bi jo obnovil. Sunitski urad za donacije je leta 2017 sklenil tudi sporazum z Unescom, da bi ohranil mošejo.
Od leta 2024 je mošeja še vedno v strašnem stanju zanemarjanja, na njenih vratih pa je dotrajan napis »Mošeja je zaprta zaradi vzdrževanja«. Zaradi izgube številnih zgodovinskih znamenitosti okoli Bagdada v zadnjih letih velja, da je mošeja ogrožena, Independent Arabia pa je poročala, da sunitski urad za donacije ni imel nobenih informacij o mošeji in njenih številnih težavah. Časopis je med javnomnenjsko raziskavo opozoril tudi na pomanjkanje poznavanja zgodovine in pomena mošeje med domačini.

## Arhitektura

### Trenutna postavitev in struktura
Pri obnovi mošeje je arhitekt Mohamed Makija želel, da bi bila zasnova mošeje čim bolj natančna z islamsko arhitekturo v obdobju Abasidov, saj je bil namen narediti mošejo, kot da še nikoli ni bila porušena. Tri vrata vodijo do kapele mošeje, ki je osmerokotna in na vrhu s 14-metrsko kupolo, okrašeno s kufsko pisavo. Mošeja je bila obarvana v iste rumenkaste barve, da se ujemajo z barvo minareta, mošeja pa je okrašena v številnih islamskih in geometrijskih oblikah.
Zunanje stene glavnega harama ('nedotaknjeno območje') so prekrite z opeko z različnimi odtenki rumene barve, razporejenimi v geometrijske vzorce, notranje stene pa so prekrite z montažnim betonom. Tudi oboki mošeje so zaključeni z geometrijskimi vzorci. Na vrhu mošeje je velika kupola, prekrita z enako rumeno geometrijsko opeko, ki pokriva celotno fasado mošeje in se ujema z minaretom. Notranjost kupole je prekrita z različnimi arabesknimi vzorci.
- Galerija značilnosti mošeje
- Molitveni prostor mošeje
- Notranji detajl velike kupole mošeje Khulafa
- Islamski okras na kamnih in opeki mošeje
- Zunanjost stavbe mošeje
- Okno

### Minaret
Najpomembnejši del mošeje je njen minaret, ki izvira iz obdobja Abasidov in je najbolj ohranjen del mošeje. Visok je približno 35 metrov, ima valjasto obliko, ki vključuje štiri plasti muqarnas, ki podpirajo dno minareta. Minaret je po zasnovi podoben minaretu Bastam v Iranu, ki je bil zgrajen leta 1120, in je podoben minaretu mošeje al-Nukhailah.
- Galerija abasidskega minareta
- Abasidski minaret, viden s tal
- Pogled s tal na prve pasove muqarnas in okrasje minareta
- Štirje pasovi muqarnas pod minaretom
- Bližnji posnetek muqarnas in njihovih okraskov, ki izvirajo iz obdobja Abasidov